# The Great Rock 'n' Roll Swindle
The Great Rock 'n' Roll Swindle es una película británica de 1980 de falso documental (mockumentary o documental de ficción) dirigida por Julien Temple y producida por Don Boyd y Jeremy Thomas. Trata sobre la banda de punk rock británica Sex Pistols. El reparto incluye a Steve Jones como "The Crook", el bajista Sid Vicious como "The Gimmick", el batería Paul Cook como "The Tea-Maker", y el mánager de la banda, Malcolm McLaren, como "The Embezzler". El ladrón de trenes Ronnie Biggs también aparece como parte del elenco.
Las secuencias de la película se grabaron a mediados de 1978, entre la partida de Johnny Rotten de la banda y la subsiguiente ruptura de la misma. La película se estrenó casi dos años más tarde. Rotten (listado en los créditos de reparto como "The Collaborator") sólo aparece en secuencias de archivo y como un personaje animado debido a su negativa a tener nada que ver con la película. El bajista original Glen Matlock también aparece sólo en secuencias de archivo y como personaje animado.
La película cuenta una versión estilizada y ficticia de la formación, fama y ruptura de la banda, desde el punto de vista del mánager Malcolm McLaren. En la película, McLaren afirma ser el creador de Sex Pistols y que les manipuló hasta llevarles a la cima de la industria del rock and roll, usándoles como marionetas para ampliar su agenda (en sus propias palabras: el "caos"), y reclamar las recompensas económicas de los contratos discográficos firmados por la banda en su corta historia: EMI, A&M, Virgin, y Warner Bros. Records.  El documental de 2000 The Filth and the Fury, dirigido también por Julien Temple, vuelve a contar la historia de Sex Pistols desde la perspectiva de la banda, sirviendo así como respuesta a la insistencia de McLaren de ser la única fuerza creativa de la banda.